# Smålandsbrigaden
Smålandsbrigaden (IB 12) var en infanteribrigad inom svenska armén som verkade i olika former åren 1949–2000. Förbandsledningen var förlagd i Eksjö garnison i Eksjö.

## Historik
Smålandsbrigaden sattes upp åren 1949–1951, under namnet Kalmarbrigaden (IB 42), genom att fältregementet (krigsförbandet) Norra Smålands regemente (I 42) omorganiserades genom försvarsbeslutet 1948 till infanteribrigad. Åren 1949–1992 hade Kalmarbrigaden en systerbrigad vars namn var Jönköpingsbrigaden (IB 12), vilken utgick genom försvarsutredning 1988.
Inför försvarsbeslutet 1992 föreslog regeringen att krigsorganisationen skulle spegla fredsorganisationen. Därmed föreslogs att brigaden vid Norra Smålands regemente skulle avskiljas, och bilda ett självständigt kaderorganiserat krigsförband. Den 1 juli 1994 avskildes brigaden från regementet, och blev ett kaderorganiserat krigsförband inom Södra militärområdet (Milo S). Brigaden antog med det namnet Smålandsbrigaden (IB 12).
Inför försvarsbeslutet 2000 föreslog regeringen i propositionen att avveckla fem infanteribrigader, IB 1, IB 2, IB 12, IB 16 och NB 13. Detta då regeringen ansåg att bibehålla dem skulle kräva omfattande investeringar för att kunna utgöra enheter för mekaniserad utbildning. Vidare ansågs att deras övnings- och skjutfält i vissa fall var begränsande.
Brigaden tillsammans med Smålands regemente upplöstes och avvecklades därmed den 30 juni 2000. Från den 1 juli 2000 övergick verksamheten till en avvecklingsorganisation, fram till att avvecklingen skulle vara slutförd senast den 31 december 2001. Avvecklingsorganisationen upplöstes i sin tur den 31 mars 2001, då avvecklingen av förbandet ansågs slutförd.

## Verksamhet
Som ett led av försvarsbeslutet 1992, blev brigaden en av de sex ursprungliga infanteribrigader som skulle mekaniseras och utrustas med de rysktillverkade pansarskyttefordonen BMP-1 och MT-LB (svensk benämning Pansarbandvagn 501 (Pbv 501) respektive Pansarbandvagn 401 (Pbv 401)). Brigaden var tillsammans med Livgrenadjärbrigaden (IB 4) ledande försöksbrigader inför omorganisationen till IB 2000.
Organisationen brigaden skulle gå in i, IB 2000, skulle vara i produktion 2004 och helt genomfört 2006. Brigaden var, tillsammans med IB 4, de infanteribrigader som hann längst i utvecklingen till en mekaniserad infanteribrigad. Genom att riksdagen beslutade att Smålandsbrigaden skulle upplösas och avvecklas, kom endast delar av brigaden att utbildas i den nya organisationen, innan den avvecklades den 30 juni 2000.

### Internationell verksamhet
År 1995 bidrog brigaden med ett Pansarskyttekompani BA 04. Vilken var den fjärde bataljonen av de så kallade bosnienbataljonenerna. År 1997 stod brigaden för uppsättandet av BA 08. Åren 1998–1999 bidrog brigaden med instruktörer till Baltiska Bataljonen (BALTBAT), vilka utbildade PV-robotpluton 56.

### Bataljoner
- 1. brigadskyttebataljonen (Pbv 501)
- 2. brigadskyttebataljonen (Pbv 501)
- 3. brigadskyttebataljonen (Pbv 501)
- 4. brigadskyttebataljonen (Pvrb 55/TOW)
- Brigadluftvärnsbataljon (Lvrbs 70)
- Brigadhaubitsbataljon (Haub 77)
- Brigadpionjärsbataljon

## Heraldik och traditioner
Smålandsbrigaden delade heraldik och traditioner med Norra Smålands regemente. Namnet Kalmarbrigaden är ett arv från Kalmar regemente, vilket tillsammans med Jönköpings regemente bildade Jönköpings-Kalmar regemente, sedermera Smålands regemente. Att brigaden 1994 antog namnet Smålandsbrigaden, kan ses som att den från den 1 juli 1992 blev ensam brigad i Småland efter att Kronobergsbrigaden upplöstes den 30 juni 1992. Med namnbytet som gjordes 1994, antogs samtidigt den beteckning som tidigare burits av Jönköpingsbrigaden. När regementet och brigaden avvecklades, instiftades Smålands regementes (I 12) och Smålandsbrigadens (IB 12) minnesmedalj i silver (SmålregbrigMSM).

## Förbandschefer
Brigadchefer åren 1949–2000. Åren 1949–1994 var brigadchefen tillika ställföreträdande chef vid Norra Smålands regemente.

- 1949–1984: ?
- 1984–1990: Överste Birger Jägtoft
- 1990–1994: Överste Arne Hedman
- 1994–1998: Överste Thore Bäckman
- 1998–2000: Överste Bengt Axelsson

## Namn, beteckning och förläggningsort
| Kalmarbrigaden          | 1949-10-01 | – | 1994-06-30 |
| Smålandsbrigaden        | 1994-07-01 | – | 2000-06-30 |
| Avvecklingsorganisation | 2000-07-01 | – | 2001-03-31 |

| IB 42 | 1949-10-01 | – | 1994-06-30 |
| IB 12 | 1994-07-01 | – | 2000-06-30 |

| Eksjö garnison (F) | 1949-10-01 | – | 2001-03-31 |